# A Última Vez Que Vi Paris
The Last Time I Saw Paris (bra/prt: A Última Vez Que Vi Paris) é um filme norte-americano de 1954 dirigido por Richard Brooks, baseado no conto "Babylon Revisited", de F. Scott Fitzgerald.

## Sinopse
Terminada a 2.ª Guerra Mundial, escritor norte-americano vai a Paris e se recorda de momentos felizes com a namorada.

## Elenco principal
- Elizabeth Taylor	 ... 	Helen Ellswirth / Wills
- Van Johnson	 ... 	Charles Wills
- Walter Pidgeon	 ... 	James Ellswirth
- Donna Reed	 ... 	Marion Ellswirth / Matine
- Eva Gabor	 ... 	sra. Lorraine Quarl
- Kurt Kasznar	 ... 	Maurice (Cafe Dhingo)
- George Dolenz	 ... 	Claude Matine
- Roger Moore	 ... 	Paul (professor de tênis)
- Sandy Descher	 ... 	Vicki Wills
- Celia Lovsky	 ... 	Mama Janette
- Peter Leeds	 ... 	Barney (repórter)
- John Doucette	 ... 	Campbell
- Odette Myrtil	 ... 	cantora